# Le Fousseret
Le Fousseret är en kommun i departementet Haute-Garonne i regionen Occitanien i södra Frankrike. Kommunen ligger i kantonen Le Fousseret som tillhör arrondissementet Muret. År 2022 hade Le Fousseret 1 875 invånare.

## Befolkningsutveckling
Antalet invånare i kommunen Le Fousseret
Referens:INSEE